# Edu Coimbra
Edu Coimbra, född 5 februari 1947, är en brasiliansk tidigare fotbollsspelare.
Edu Coimbra spelade 3 landskamper för det brasilianska landslaget.